# Petra Pau
Petra Pau (Berlin, 1963. augusztus 9. –) német politikus és tanár. A Bundestag egyik alelnöke.
Kelet-Berlinben született, a lichtenbergi evangélikus óvodába járt. 1983-ban lépett be az SED-be. 1988 és 1990 között a Szabad Német Ifjúság központi tanácsának volt a munkatársa. 2006. április 7-én megválasztották a Bundestag alelnökének.